# Anadarko (Oklahoma)
Anadarko is een plaats (city) in de Amerikaanse staat Oklahoma, en valt bestuurlijk gezien onder Caddo County.

## Demografie
Bij de volkstelling in 2000 werd het aantal inwoners vastgesteld op 6645.
In 2006 is het aantal inwoners door het United States Census Bureau geschat op 6534, een daling van 111 (-1,7%).

## Geografie
Volgens het United States Census Bureau beslaat de plaats een oppervlakte van
18,6 km², waarvan 18,4 km² land en 0,2 km² water.

## Plaatsen in de nabije omgeving
De onderstaande figuur toont nabijgelegen plaatsen in een straal van 20 km rond Anadarko.

## Geboren
- Jim Thompson (1906-1977), auteur